# Extensiones de pestañas

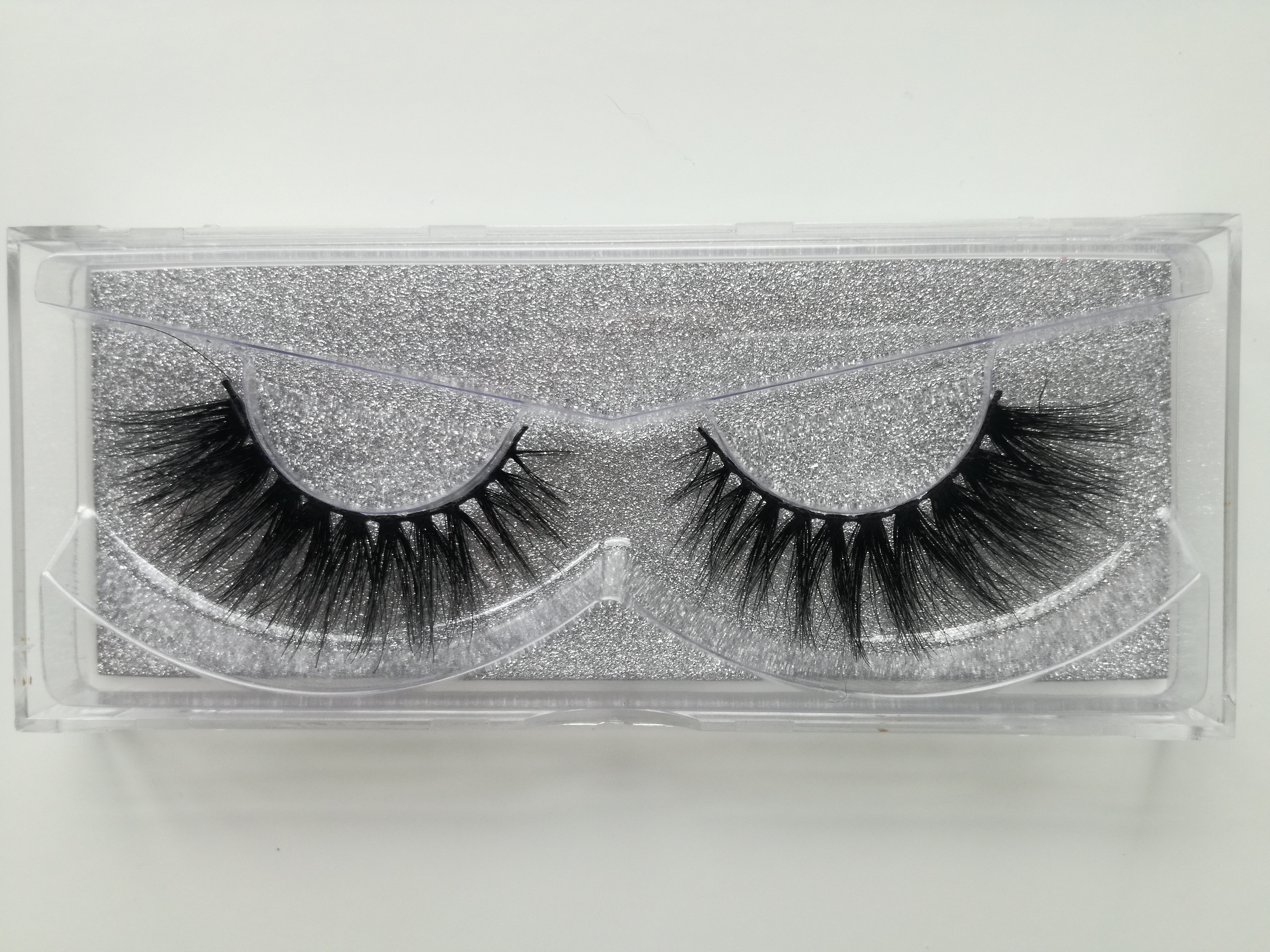
Par de extensiones de pestañas

Las extensiones de pestañas son usadas para mejorar la longitud, curvatura, cantidad y grosor de pestañas naturales. Las extensiones pueden ser hechas de varios materiales que incluyen sintético y seda (como nombre comercial las extensiones de pestañas se conocen en muchos casos como Mink, traducción literal del inglés de visón, aunque no por ello la extensión es de pelo de este animal, sino que el 99% son sintéticas imitación de visón). En las extensiones de pestañas, a cada pelo propio se aplica, con una técnica especial y con un adhesivo específico, adhesivo especial para extensiones de pestañas (no existe adhesivo hipoalergénico ni grados médicos en extensiones de pestañas) una pestaña postiza de pelo sintético o natural. Se realiza con una distancia de entre 1 y 2 mm por delante de la raíz, para evitar alergias o que tu pelo natural sufra.. Pestañas postizas y extensiones de pestañas no son lo mismo.

## Historia

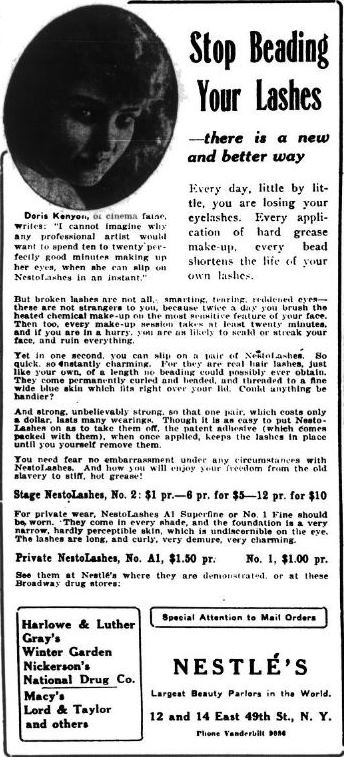
Publicidad con la actriz Doris Kenyon de pestañas postizas de Nestlé, 1921.

En 1879, James D. McCabe escribió La Enciclopedia Nacional de  Formas Empresariales y Sociales, dónde, en las Leyes "de sección de Etiquette,"  declara que las pestañas podrían ser alargadas por tajantes los fines con un par de tijeras. Otros libros de belleza, como la habitación de Apósito de Mi Señora (1892) por Baronne Staffe y las ayudas de la belleza o Cómo para ser Bonitos (1901) por Countess C también estatales que el trimming de pestañas junto con el uso del pomade Trikogene crecimiento de pestaña del beneficio. Countess C también sugirió que las pestañas pueden ser longitud extra dada  y fuerza por lavarles cada anochecer con una mezcla de agua y hojas de nuez.
En 1882, Henry Labouchère de la verdad informó que "los parisienses han descubierto cómo hacer pestañas falsas" por habiendo el cabello cosido al párpado. Un informe similar aparecido en el julio 6, 1899 edición del Dundee Courier cuál describió el método doloroso para alargas las pestañas. El titular del cual leído, "Irresistible los ojos Pueden Ser Tenidos por Trasplantar el Cabello." El artículo explicado cómo el procedimiento consiguió pestañas más largas pegadas al párpado..
En 1902 Charles Nessler, un estilista e inventor alemán (también conocido como Karl Nessler o Charles Nestle) patentó en el Reino Unido un instrumento para rizar cabello que también podía utilizarse para cejas y pestañas.Un año más tarde comenzó a vender pestañas artificiales en su local en Great Castle Street, Londres. Utilice los beneficios de sus ventas para financiar su invención próxima, la máquina ondulatoria permanente. Una máquina ondulatoria permanente era generalmente llamó un perm aquello implica el uso de calor y/o sustancias químicas para romper y reformar los vínculos que enlazan cruz de la estructura de cabello. En 1911, una mujer canadiense nombró Anna Taylor patentó pestañas falsas en los Estados Unidos.
Otro el inventor notado de extensiones de pestaña es Maksymilian Faktorowicz, un gurú de belleza polaco y hombre de negocios, quién fundó el Factor de Max de la compañía.
En 1916, mientras haciendo su Intolerancia de película, director D.W. Griffith Quiso actriz Seena Owen para tener pestañas "que cepilló sus mejillas, para hacer sus ojos brillan más grandes que vida." Las pestañas falsas qué estuvo hecho del cabello humano era pieza tramada específicamente  por pieza por un fabricante de peluca local.
En 1968 en la protesta de América de señorita feminista, protestors simbólicamente echó un número de productos femeninos a una "Lata de Basura de la Libertad." Estas pestañas falsas incluidas, el cual era entre elementos el protestors llamó "instrumentos de tortura hembra" y accouterments de qué  percibieron para ser feminidad aplicada.
En 2008, en Corea, las extensiones de pestañas habían devenido populares, Ltd. empezó para producir los productos. Desde entonces, varias compañías similares habían empezado para instalar y ha tenido un impacto significativo en neighboring países como China y Japón. Aun así, Debido al aumento anual en costes de trabajo en Corea, muchos fabricantes habían movido de Corea a China. Como resultado, las fábricas similares nacieron mucho en China pronto después de que.  También, comparado a fabricantes coreanos, el precio de una fábrica operada por las personas chinas suministraron productos en precios muy agresivos. Tan, productos de extensión de la pestaña actualmente producidos en China es inferior en calidad y tener un índice de defecto alto. 
En años recientes, Debido al THAAD asunto entre los dos países, muchas fábricas ahora están moviendo a Vietnam.
En 2014, Katy basada en Miami Stoka, fundador de Uno Dos Cosméticos, inventó las pestañas magnéticas como un alternativo a los que utilizan pegamento.

## Tipos y estilo de pestañas
Pestañas falsas y semi-extensiones de pestaña permanente tanto realzar la longitud y volumen de pestañas, a pesar de que  difieren en varias maneras. 

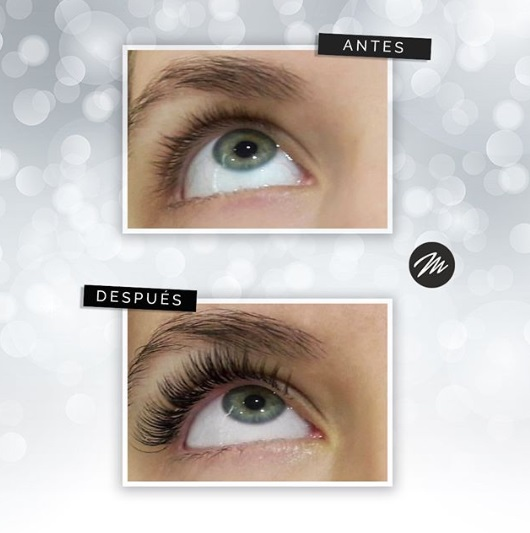
Ejemplo de antes y después de un tratamiento de extensiones de pestañas.

### Pestañas postizas provisionales
Las pestañas postizas provisionales están aplicados con pegamento de pestañas provisional, y no es diseñado para ser llevado cuándo lloviendo, durmiendo o natación. Las pestañas vienen individuales, en grupos, y más generalmente, en líneas de pestañas. En 2016, una mujer americana nombró Katy Stoka, fundador de Uno Dos Cosméticos, inventó la pestaña magnética. El trabajo de pestaña magnético por colocar la pestaña falsa magnético entre uno es pestañas.

## Pestañas falsas superiores y marcas adhesivas, 2018
Según Statista, ventas de Unidad de las pestañas falsas principales y marcas adhesivas en los Estados Unidos en 2018
|                       | En millones de unidades |
| Ardell Fashion Lashes | 7.3                     |
| Kiss Looks So Natural | 4.2                     |
| Broadway Eyes         | 2.7                     |
| Kiss Lash Corture     | 2.2                     |
| Beso Everezlashes     | 1.7                     |
| Salon Perfect         | 1.6                     |
| Kiss True Volume      | 1.5                     |
| Ardell Double Up      | 1.5                     |
| Ardell Wispies        | 1                       |
| Eylure Vegas Nay      | 0.8                     |

### Pestañas semipermanentes
Las pestañas semipermanentes, también conocidas como extensiones de pestaña individual, son las pestañas aplicadas con un adhesivo que es normalmente cianoacrilato. Hay tipos diferentes de cianoacrilatos incluyendo etilo, metilo, butilo, y octyl, el cual está diseñado para vinculación a superficies diferentes. Los adhesivos de pestañas están hechos de metilo-2-cianoacrilato el cual está diseñado a vínculo una superficie lisa (la extensión de pestaña) a una superficie porosa (la pestaña natural). Está diseñado para ser utilizado alrededor de los ojos y en las pestañas naturales, pero no en la piel donde puede causar irritación. 
La duración del desgaste depende de una serie de factores que incluyen:
1. El ritmo de los procesos metabólicos en el organismo de cada persona. 
2. Calidad del procedimiento realizado. Para que la gota de pegamento funcione, la relación humedad/temperatura en la habitación donde se realice el procedimiento debe ser óptima.
3. Cuidado de las pestañas después de las extensiones de pestañas, que incluye los siguientes pasos:
- evitar el uso de productos a base de aceite[22] para garantizar una fuerte adherencia;
- peinado adecuado de las pestañas;
- evitar la fricción;
- evitar el contacto del vapor y el calor con los ojos;
- para quitarlo correctamente;
- evitar el maquillaje de ojos brillante.

El tiempo medio de uso es de 4 semanas, tras las cuales es necesario corregir el volumen original o retirar las pestañas artificiales. 
El servicio de extensión de pestañas por el método de las pestañas se presta en salones de belleza. Para las extensiones se utilizan pestañas sintéticas de monofibra artificial. Las extensiones de pestañas varían en longitud, grosor, curvatura y color. 
- Longitud: la distancia desde la base de la pestaña hasta su punta, medida en milímetros de 4 mm a 21 mm.
- Grosor: el diámetro de la base de la pestaña, medido como la longitud en milímetros de 0,05 mm a 0,3 mm.[25]
- Curva: rizo térmico de las pestañas, denotado por las letras: J, B, C, C+, D, CC.[26] Y también, los recientemente lanzados L y L+ son curvas que tienen una base recta y una punta curva.
- Color: negro, marrón - básico; adicional - todos los colores del arco iris, así como pestañas que combinan varios colores a la vez - utilizadas para decoración o creación de imágenes de moda.

Con la ayuda de las extensiones de pestañas puedes corregir los defectos de las pestañas naturales (escasas, claras, rectas), cambiar visualmente el corte de los ojos y mejorar la percepción del rostro. 
Desde 2015, el procedimiento de laminación de pestañas ha ido ganando popularidad como alternativa a las extensiones de pestañas.